# Carl Alfred Müller
Pour les articles homonymes, voir Carl Müller (homonymie) et Müller.
Carl Alfred Müller (ou Karl Alfred Ernst Müller ou Carolus Alfredus Mueller ; 1855-1907) est un botaniste allemand.

## Quelques publications
- Medicinalflora: Eine Einführung allgemeine und angewandte Morphologie und Systematik der Pflanzen, mit besonderer Rücksicht auf das Selbststudium für Pharmaceuten, Mediciner und Studirende - Berlin - J. Springer, 1890
- avec Eugen Otto Willy Ruhland, Carl Warnstorf, Viktor Ferdinand Brotherus - Musci (Laubmoose) Fortpflanzungsverhältnisse und entwicklungsgeschichte, 1. teil - 1909